# Палаццо-Канавезе
Палаццо-Канавезе (італ. Palazzo Canavese, п'єм. Palass) — муніципалітет в Італії, у регіоні П'ємонт, метрополійне місто Турин.
Палаццо-Канавезе розташоване на відстані близько 540 км на північний захід від Рима, 50 км на північний схід від Турина.
Населення — 832 особи (2014).
Покровитель — San Genesio.

## Демографія
Населення за роками:

Станом на 1 січня 2023 року в муніципалітеті офіційно проживало 57 іноземців з 13 країн, серед них 33 громадяни країн Євросоюзу.

## Сусідні муніципалітети
- Альб'яно-д'Івреа
- Ацельйо
- Болленго
- Маньяно
- Півероне